# Sober
Sober (Střízlivá) je druhý singl Kelly Clarkson z jejího třetího alba My December.
Píseň má dvě verze jednu albovou, která je delší, a rádiovou. Základní linka písně je ale v obou verzích stejná. V písni slyšíme hrát i cello a v závěru zpívá Kelly Clarkson oktávou. Slova Three months se v písni objeví celkem třináctkrát.

## Informace o písni
Podle Kelly Clarkson se nechala inspirovat Calamity McEntire, která řekla pick her weeds and keep the flowers (Vybírat plevel a stále držet květiny). Podle Clarkson je píseň o přežití, když víte, že je něco špatně a nevíte si rady. Clarkson přiznala, že Sober je její nejoblíbenější písní na albu, že se jí zdá téměř hypnotická. Dále k větě Three months and I'm still sober (Tři měsíce a já jsem stále střízlivá) říká: „Nejsem alkoholik, nemá to s tím nic společného. Je to prostě metafora, kdy je člověk na něčem závislý a nemůže bez toho existovat.“
Že Sober vyjde jako druhý singl potvrdila Clarkson na svých oficiálních stránkách. V rádiích se píseň začala hrát už 6. června 2007. Hudební kritici říkají k písni, že je to nejzásadnější věc na My December.
První singl Never Again se sice setkal s vysokou digitální podporou fanoušků, ale rádia píseň příliš nehrála, při srovnání jak moc byly hrány singly z Breakaway. To byl také hlavní důvod, proč Sober vyšla jen šest týdnů po vydání Never Again. Nicméně Clarkson uvedla jako další důvod i to, že chtěla fanouškům ukázat rozmanitost hudby na My December.

## Umístění ve světě
Sober vyšel prozatím v USA a Kanadě a v Billboard Hot 100 se stal druhým singlem Clarkson po The Trouble With Love Is, který se neprobojoval do Top 100.
| Hitparáda (2007) | Umístění |
| ---------------- | -------- |
| USA - Billboard  | 110      |